# Rodolfo Aquino
Rodolfo Gustavo Aquino (Rosario, Santa Fe, Argentina, 21 de junio de 1974) es un exfutbolista argentino que jugaba como volante.

## Trayectoria

### Newells
Aquino debutó con la camiseta de Newells en 1992. En su primer año formó parte del equipo que se coronó campeón de Primera División. Jugó en la lepra hasta el 1996.

### Colón
En 1996 pasó a Colón. En 1997 llegó a semifinales de la Copa Conmebol. En 1998 participó en el debut del club de Santa Fe en la Copa Libertadores. Jugó en el sabalero hasta el 2002.

### Estudiantes
En el 2002 se unió a Estudiantes. Vistió la camiseta del pincha hasta el 2005.

### Tiro Federal
De cara a la temporada 2005/06 volvió a su ciudad natal, para jugar en Tiro Federal.

### Atlético Tucumán
En el año 2007 se mudó a San Miguel de Tucumán y se sumó a Atlético Tucumán. En el decano disputó sus últimos partidos como futbolista.

## Clubes
| Club             | País      |
| ---------------- | --------- |
| Newells          | Argentina |
| Colón            | Argentina |
| Estudiantes      | Argentina |
| Tiro Federal     | Argentina |
| Atlético Tucumán | Argentina |

## Palmarés
| Título           | Equipo  | País      | Año  |
| ---------------- | ------- | --------- | ---- |
| Primera División | Newells | Argentina | 1992 |